# Окотокс
Окотокс (англ. Okotoks) — містечко в Канаді, у провінції Альберта, у складі муніципального району Футгіллс.

## Населення
За даними перепису 2016 року, містечко нараховувало 28881 особу, показавши зростання на 17,8%, порівняно з 2011-м роком. Середня густина населення становила 1 471 осіб/км².
З офіційних мов обидвома одночасно володіли 2 015 жителів, тільки англійською — 26 520, тільки французькою — 15, а 55 — жодною з них. Усього 1,865 осіб вважали рідною мовою не одну з офіційних, з них 10 — одну з корінних мов, а 50 — українську.
Працездатне населення становило 15 835 осіб (73,4% усього населення), рівень безробіття — 7,7% (8,8% серед чоловіків та 6,5% серед жінок). 86% осіб були найманими працівниками, а 12,8% — самозайнятими.
Середній дохід на особу становив $67 300 (медіана $46 572), при цьому для чоловіків — $89 463, а для жінок $45 406 (медіани — $67 379 та $33 227 відповідно).
30,4% мешканців мали закінчену шкільну освіту, не мали закінченої шкільної освіти — 13,3%, 56,3% мали післяшкільну освіту, з яких 35,4% мали диплом бакалавра, або вищий, 80 осіб мали вчений ступінь.
| Статево-вікова структура населення | Статево-вікова структура населення | Статево-вікова структура населення | Статево-вікова структура населення | Статево-вікова структура населення |
| ---------------------------------- | ---------------------------------- | ---------------------------------- | ---------------------------------- | ---------------------------------- |
|                                    |                                    |                                    |                                    |                                    |
| Всього                             | Всього                             | 49,6%50,4%                         |                                    |                                    |
| 0 — 14 років                       | 0 — 14 років                       |                                    | 24,1%                              | 24,1%                              |
| 15 — 64 років                      | 15 — 64 років                      |                                    | 65,6%                              | 65,6%                              |
| 65 і більше                        | 65 і більше                        |                                    | 10,4%                              | 10,4%                              |
| 85 і більше                        | 85 і більше                        |                                    | 1,2%                               | 1,2%                               |
| 100 і більше                       | 100 і більше                       |                                    | 0%                                 | 0%                                 |
| Середній вік (років)               | Середній вік (років)               | 35,036,5                           | 35,7                               | 35,7                               |
| Медіана (років)                    | Медіана (років)                    | 35,437,1                           | 36,3                               | 36,3                               |
| — чоловіки — жінки                 |                                    |                                    |                                    |                                    |

| Походження мешканців:     | Походження мешканців:     | Походження мешканців: | Походження мешканців: | Походження мешканців: |
| ------------------------- | ------------------------- | --------------------- | --------------------- | --------------------- |
| Походження                |                           |                       | осіб                  | %                     |
| Корінні американці        | Корінні американці        |                       | 1 655                 | 5.73%                 |
| Інше північноамериканське | Інше північноамериканське |                       | 8 835                 | 30.59%                |
| Європейське               | Європейське               |                       | 22 785                | 78.89%                |
| британське                | британське                |                       | 16 325                | 56.53%                |
| французьке                | французьке                |                       | 3 525                 | 12.21%                |
| українське                | українське                |                       | 2 685                 | 9.3%                  |
| Латинськоамериканське     | Латинськоамериканське     |                       | 340                   | 1.18%                 |
| Карибське                 | Карибське                 |                       | 170                   | 0.59%                 |
| Африканське               | Африканське               |                       | 325                   | 1.13%                 |
| Азійське                  | Азійське                  |                       | 1 875                 | 6.49%                 |
| Океанійське               | Океанійське               |                       | 225                   | 0.78%                 |

| Зайнятість населення за галузями (за класифікацією NOC): | Зайнятість населення за галузями (за класифікацією NOC): | Зайнятість населення за галузями (за класифікацією NOC): | Зайнятість населення за галузями (за класифікацією NOC): | Зайнятість населення за галузями (за класифікацією NOC): |
| -------------------------------------------------------- | -------------------------------------------------------- | -------------------------------------------------------- | -------------------------------------------------------- | -------------------------------------------------------- |
|                                                          |                                                          |                                                          |                                                          |                                                          |
| Управління                                               | Управління                                               |                                                          | 13,2%                                                    | 13,2%                                                    |
| Бізнес, фінанси та адміністрування                       | Бізнес, фінанси та адміністрування                       |                                                          | 15,1%                                                    | 15,1%                                                    |
| Природничі та прикладні науки                            | Природничі та прикладні науки                            |                                                          | 7%                                                       | 7%                                                       |
| Охорона здоров'я                                         | Охорона здоров'я                                         |                                                          | 5,7%                                                     | 5,7%                                                     |
| Освіта, правозахист, муніципальні та урядові служби      | Освіта, правозахист, муніципальні та урядові служби      |                                                          | 11,7%                                                    | 11,7%                                                    |
| Мистецтво, культура, відпочинок та спорт                 | Мистецтво, культура, відпочинок та спорт                 |                                                          | 3,2%                                                     | 3,2%                                                     |
| Роздрібна торгівля та послуги                            | Роздрібна торгівля та послуги                            |                                                          | 21,3%                                                    | 21,3%                                                    |
| Гуртова торгівля, транспорт та обладнання                | Гуртова торгівля, транспорт та обладнання                |                                                          | 17,2%                                                    | 17,2%                                                    |
| Природні ресурси, сільське господарство                  | Природні ресурси, сільське господарство                  |                                                          | 2,5%                                                     | 2,5%                                                     |
| Виробництво                                              | Виробництво                                              |                                                          | 3,1%                                                     | 3,1%                                                     |

## Клімат
Середня річна температура становить 3,7°C, середня максимальна – 21,9°C, а середня мінімальна – -17,3°C. Середня річна кількість опадів – 483 мм.
| Клімат поселення                              | Клімат поселення | Клімат поселення | Клімат поселення | Клімат поселення | Клімат поселення | Клімат поселення | Клімат поселення | Клімат поселення | Клімат поселення | Клімат поселення | Клімат поселення | Клімат поселення | Клімат поселення |
| Показник                                      | Січ.             | Лют.             | Бер.             | Квіт.            | Трав.            | Черв.            | Лип.             | Серп.            | Вер.             | Жовт.            | Лист.            | Груд.            |                  |
| Середній максимум, °C                         | −3,47            | −0,1             | 4,69             | 11,06            | 16,33            | 20,26            | 21,85            | 21,63            | 16,48            | 10,99            | 2,93             | −2,32            |                  |
| Середня температура, °C                       | −10,37           | −7               | −2,22            | 4,17             | 9,44             | 13,36            | 16,00            | 15,75            | 10,61            | 5,12             | −2,93            | −8,18            |                  |
| Середній мінімум, °C                          | −17,26           | −13,9            | −9,1             | −2,72            | 2,53             | 6,47             | 10,12            | 9,88             | 4,76             | −0,74            | −8,82            | −14,06           |                  |
| Норма опадів, мм                              | 14               | 16               | 26               | 35               | 66               | 110              | 56               | 58               | 47               | 23               | 19               | 13               |                  |
| Середньомісячна швидкість вітру, м/с          | 3.75             | 3.47             | 3.85             | 3.95             | 3.90             | 3.65             | 3.30             | 3.10             | 3.40             | 3.70             | 3.81             | 3.64             |                  |
| Середньомісячна сонячна радіація, кДж/м²·день | 4043             | 7517             | 12635            | 17121            | 20665            | 21896            | 23218            | 19885            | 13941            | 8383             | 4407             | 3227             |                  |
| --------------------------------------------- | ---------------- | ---------------- | ---------------- | ---------------- | ---------------- | ---------------- | ---------------- | ---------------- | ---------------- | ---------------- | ---------------- | ---------------- | ---------------- |
| Джерело:                                      |                  |                  |                  |                  |                  |                  |                  |                  |                  |                  |                  |                  |                  |

## Галерея

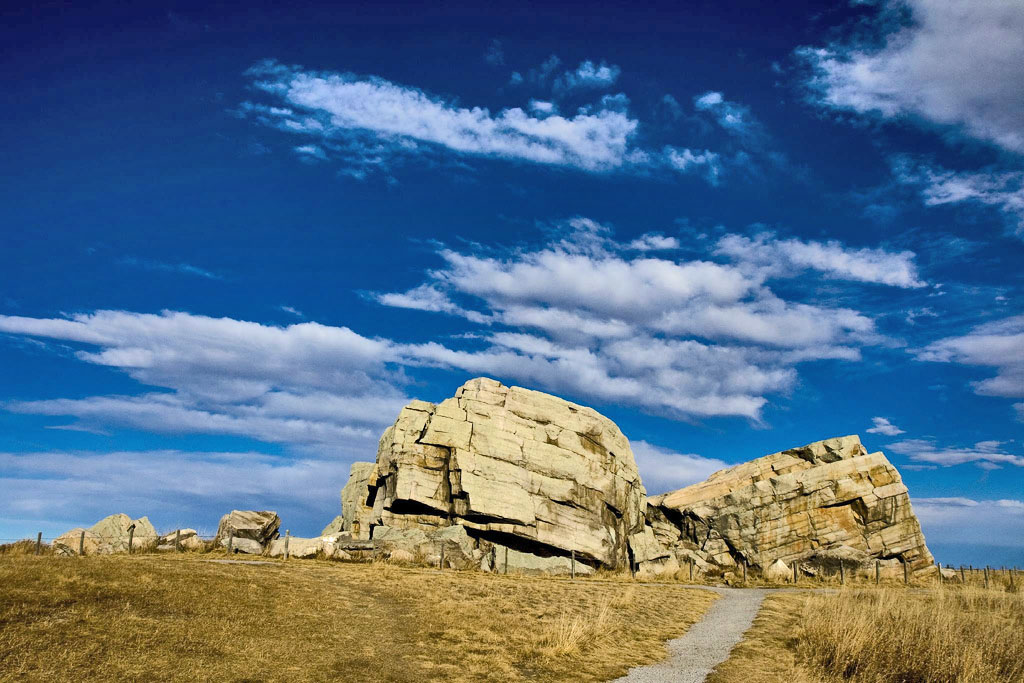
Ератичний валун Біг-рок
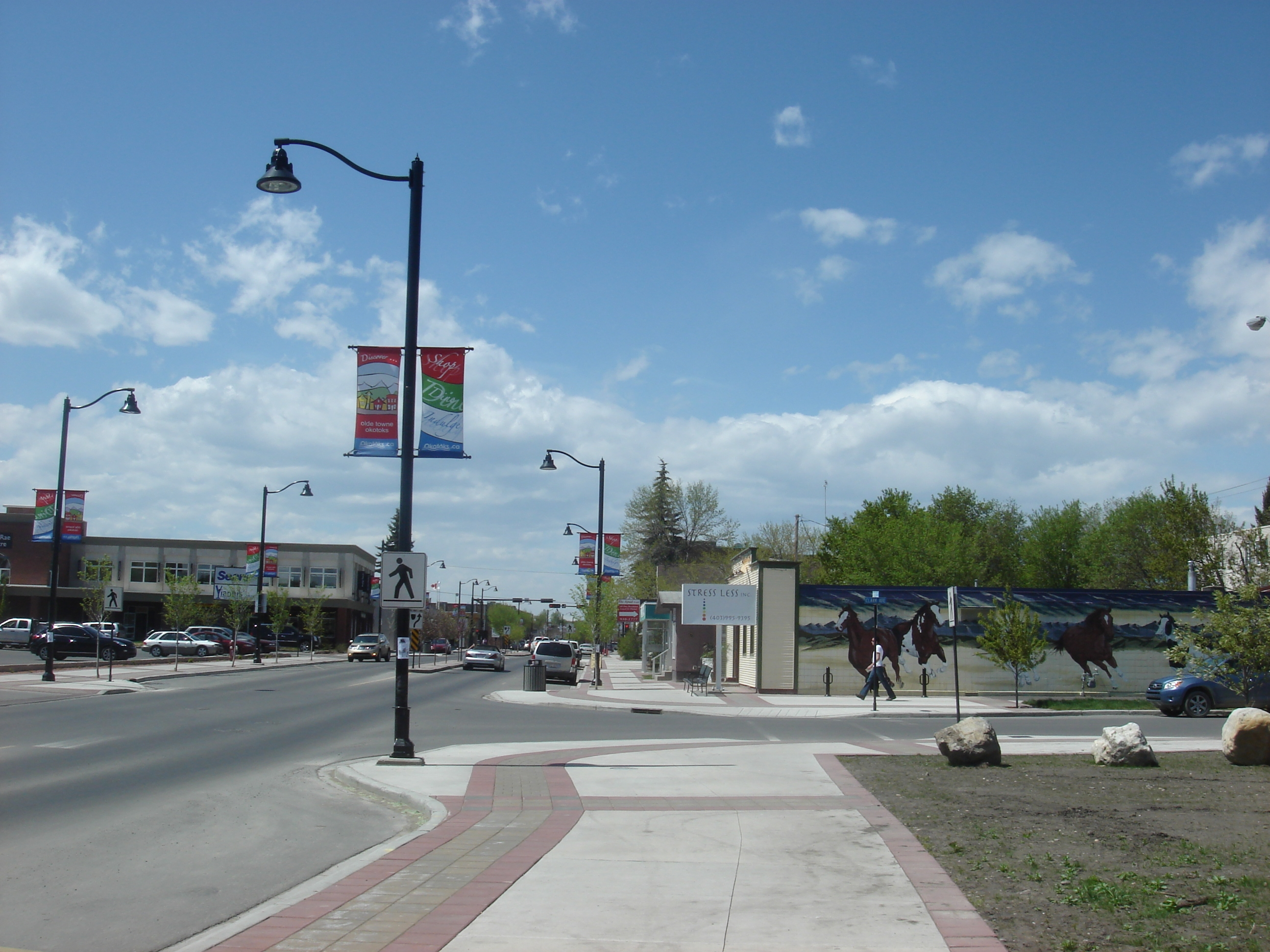
У центрі містечка
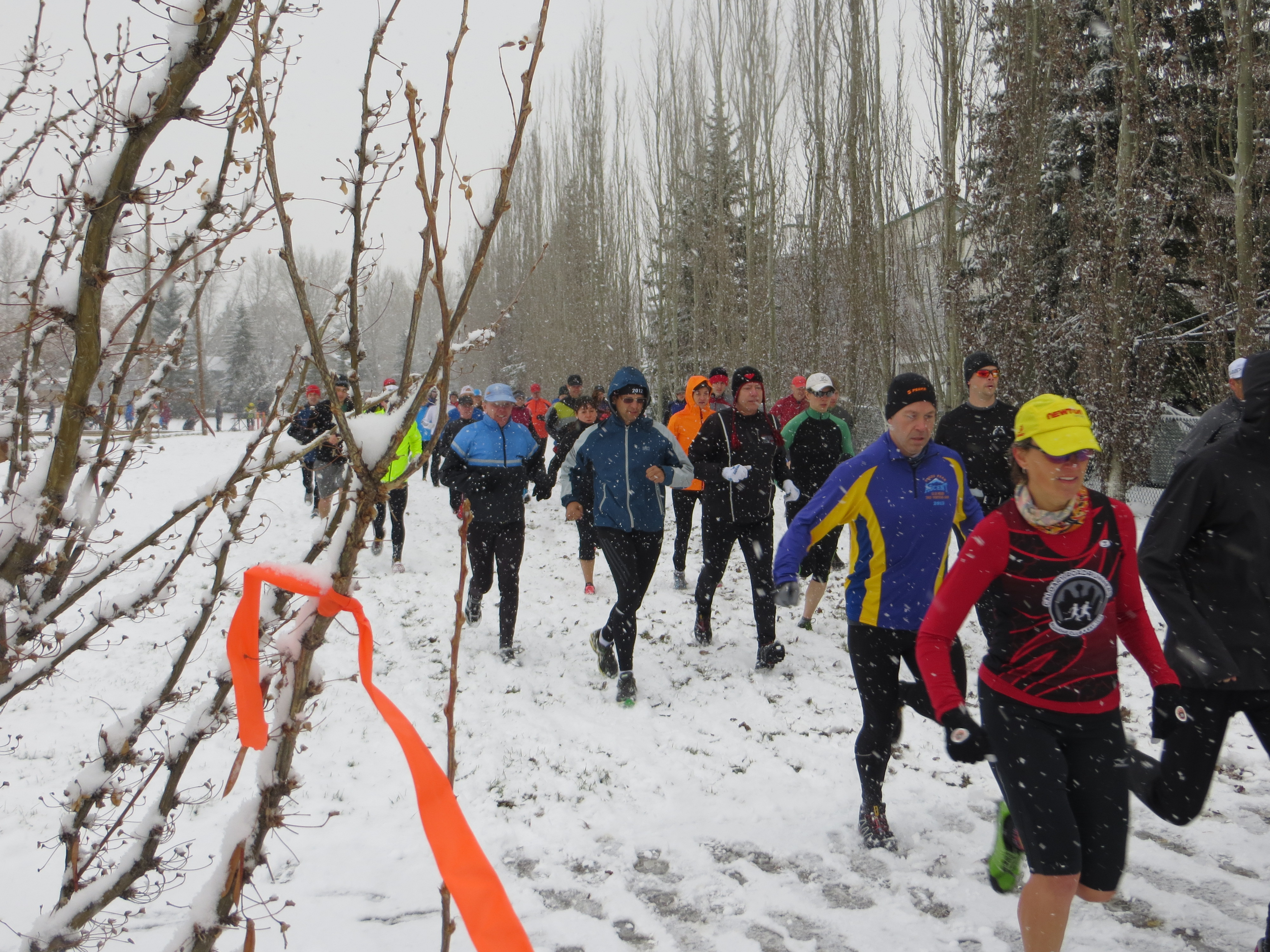
Забіг у снігопад